# Petrus Mederus
Petrus Mederus, latinisiert für Peter Meder, auch Medaer, Medaerus (* 1602 in Zeiden; † 11. Januar 1678 in Kronstadt) war ein siebenbürgisch-sächsischer Dichter, Geistlicher, Theologe und Pädagoge.

## Leben
Mederus war der Sohn armer Eltern. Er begann seine Schulausbildung auf dem Kronstädter Gymnasium. Für seine weitere Ausbildung wollte er weitere bekannte Schulen besuchen, war dafür jedoch nur mit fünf Kreuzer ausgestattet. Er soll um 1630 aus Kronstadt aufgebrochen sein. Seine erste Station war das Thorner Gymnasium, von dem er an das Akademische Gymnasium Danzig wechselte. Mit dieser Vorbildung ging er weiter nach Rostock. Dort wurde er an der Universität Rostock als Petrus Mederus, Czydinensis Transsylvani immatrikuliert. Er widmete sich an dieser Hochschule dem Studium der Theologie, Philosophie sowie der Klassischen Philologie und erlangte zumindest die Magisterwürde. Vermutlich wurde er auch dort zum Dr. phil. promoviert. Er verdingte sich in dieser ausgedehnten Studienzeit als Hauslehrer.
Mederus tat sich schon in dieser Zeit als Dichter hervor. Am 25. April 1638 wurde er von Pfalzgraf Hadrian von Mynsicht mit der Dichterkrone, als kaiserlich gekrönter Dichter, geehrt. Anschließend kehrte er in seine Heimat nach Siebenbürgen zurück. Noch 1638 wurde er Lehrer am Kronstädter Gymnasium, 1640 bekam er an diesem die Rektorenstelle übertragen, die er über die folgenden vier Jahre versah. Es folgen fünf weitere Jahre, in denen unbekannt ist, welcher Tätigkeit Meder nachging.
Mederus wurde 1649 Pfarrer in der Stadt Honigberg. 1653 erhielt er die Pfarrstelle seiner Heimatstadt Zeiden, doch bereits ein Jahr darauf folgte er zum 19. November 1654 einem Ruf als Stadtpfarrer zurück nach Kronstadt. Zu dieser Funktion bekleidete er ab circa 1670 bis zu seinem Lebensende das Amt des Dekans des Burzenländischen Kapitels. In dieser Funktion soll er mehrere theologische Schriften veröffentlicht haben.

## Werke (Auswahl)
Ein Verzeichnis seiner Schriften findet sich im Schriftstellerlexikon bei Joseph Trausch sowie eine Auflistung einer Auswahl seiner Gedichte im Band von Joachim Wittstock und Stefan Sienerth. Darunter:
- Pest-Gesang und Pest-Gebet, 1647.
- Oratio pastoris animarum rhytmica, 1654 (vermutlich bereits 1649 verfasst).
- Danksagung für erhaltenen Sieg, 1655.
- Gebet für einen Witwer, 1656.